# 尼科萊特 (明尼蘇達州)
尼科萊特（英語：Nicollet）是一個位於美國明尼蘇達州尼科萊特縣的城市。

## 歷史
尼科萊特的郵局自1858年營運至今，1874年正式劃定邊界，1881年升格為城市。此地得名自法國探險家約瑟夫·尼科萊特（Joseph Nicollet）。

## 人口
根據2020年美國人口普查的數據，尼科萊特的面積為2.35平方千米，皆為陸地。當地共有人口1143人，而人口密度為每平方千米486人。